# SsangYong Musso
SsangYong Musso var en SUV fra den sydkoreanske bilfabrikant SsangYong.
Bilen blev første gang introduceret i 1993 og var udstyret med benzin- eller dieselmotor fra Mercedes-Benz. Musso var tegnet af Ken Greenly og fik hård kritik for sit udseende.
Musso havde fem siddepladser og var ligesom den mindre SUV SsangYong Korando terrænegnet. De sidste år blev modellen også bygget under navnet SsangYong Musso Sport som pickup med ligeledes fem siddepladser. Sammen med Hyundai Santa Fe hører Musso til de mest elskede SUV'er fra Sydkorea.
Produktionen af Musso indstilledes i 2005. Modellen blev et år senere afløst af SsangYong Actyon.
De tidligere produktionsanlæg til SsangYong Musso såvel som modelrettighederne blev i 2008 opkøbt af det russiske TagAZ, hvor modellen nu bygges under eget varemærke. I Vietnam blev modellen mellem 1999 og 2005 monteret og solgt af Mekong Auto Corporation under navnet SsangYong Musso Libero.

## Mercedes-Benz Musso
Da SsangYong delte teknik med Mercedes-Benz, besluttede man at sælge Musso som Mercedes-Benz på visse markeder. Dette tjente til at indføre SsangYong-mærket på disse markeder uden at skulle opbygge egen infrastruktur (SsangYong'er blev serviceret på Mercedes-Benz-værksteder). Dermed fik Mercedes-Benz en model i SUV-segmentet.